# Martinskirche (Darmstadt)

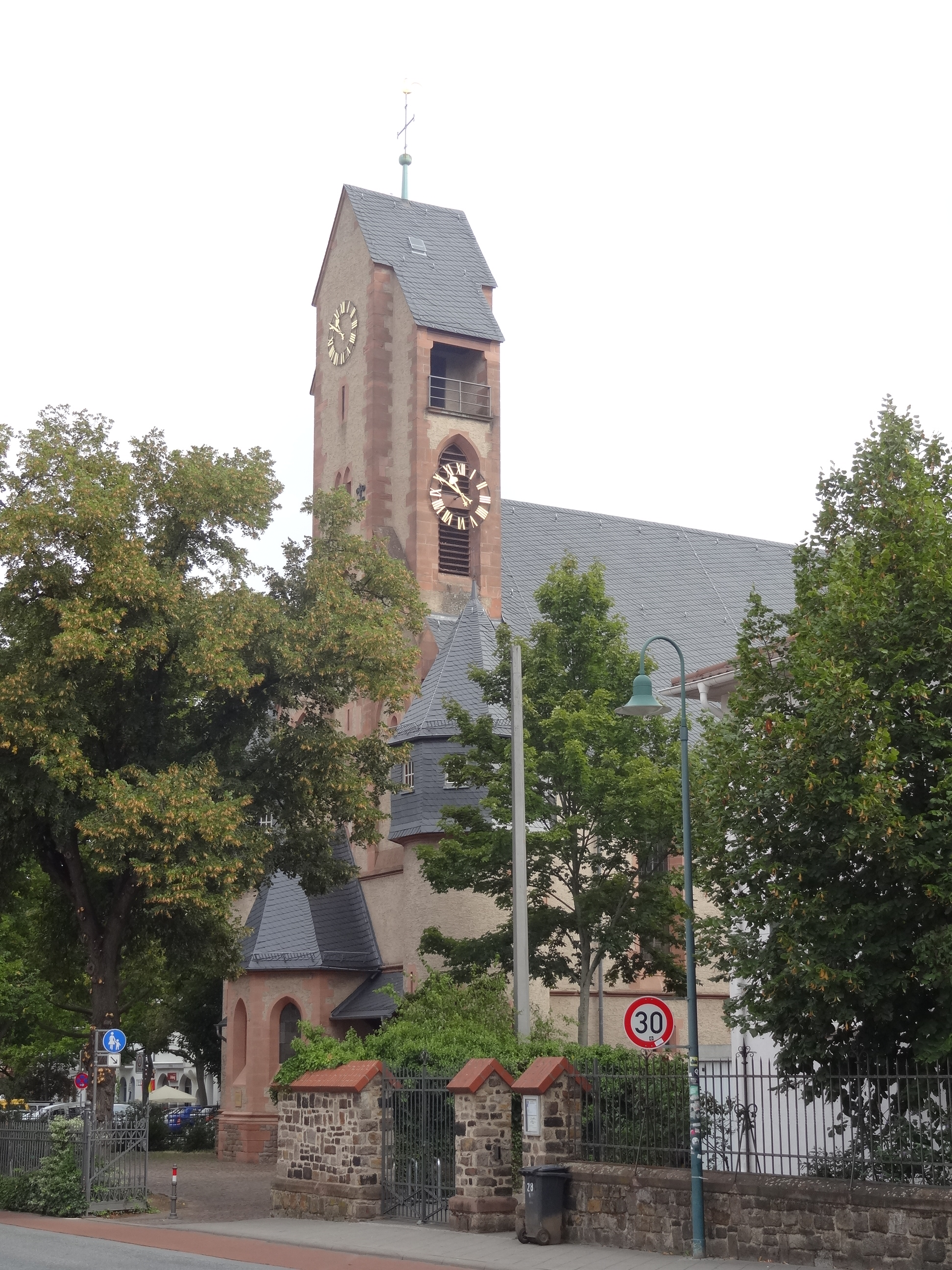
Martinskirche (Darmstadt)

Die Martinskirche ist eine evangelische Kirche in Darmstadt.

## Geschichte
Die Martinskirche wurde 1883–85 nach dem Entwurf des skandinavischen Architekten Aage von Kauffmann errichtet. Ihren Namen erhielt sie nach Martin von Tours und Martin Luther.
Finanziert wurde der Bau der Martinskirche durch eine Stiftung des Darmstädter Germanisten und Schriftstellers Maximilian Rieger. Der historische Entwurf von Kauffmann griff Elemente aus vielen verschiedenen Epochen der Baukunst auf und wurde daher auch als überladen bewertet.
Zum Zeitpunkt ihrer Entstehung standen die Martinskirche und das gleichzeitig errichtete Pfarrhaus am Nordostrand der damaligen Bebauung. Der 1907 nach dem Stifter der Kirche benannte Riegerplatz entstand erst Jahre später durch die fortschreitende Bebauung.
Die Martinskirche wurde bei einem Luftangriff im September 1944 schwer beschädigt.
In den Jahren 1950/51 wurde die Kirche von der Architektin Otti Reinheimer nach Plänen von Karl Gruber in vereinfachter Form wieder aufgebaut. Ihr Konzept beinhaltete eine kontrastreiche Wirkung des einfach gehaltenen Kirchenschiffs, das am stärksten beschädigt worden war, gegenüber der besser erhaltenen ornamentreichen Architektur des Chors. Statt des ursprünglichen grazilen Turms wurde er jetzt in gedrungenerer Form mit größerem Volumen errichtet. Der Kirchturm ist jetzt 32 m hoch.
In den Jahren 1985 und 1998 wurde die Kirche unter Rückbesinnung auf den neugotischen Entwurf Aage von Kauffmanns außen wie innen renoviert.

## Sonstiges
Die seit 1935 bestehende Michaelisgemeinde, früher Martinsgemeinde West, trennte man 1958 auch räumlich von der Vereinigten Martinsgemeinde durch einen Kirchenneubau des Frankfurter Architekten Werner W. Neumann in der Liebfrauenstraße.